# Ќ
La Ќ, minuscolo ќ, chiamata kje, è una lettera dell'alfabeto cirillico. Viene usata solo nella lingua macedone, ed è equivalente alla Ћ serba nelle parole prese in prestito dal serbo. Rappresenta la consonante occlusiva palatale sorda IPA /c/.